# Handwerkskammer für Mittelfranken

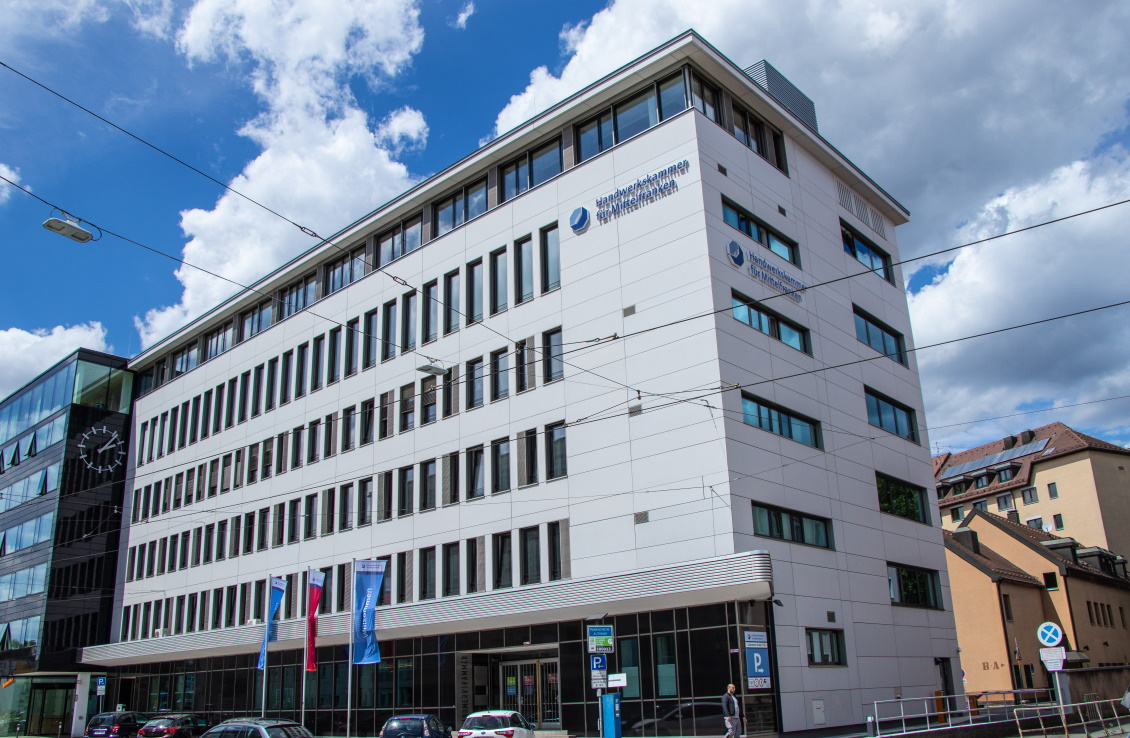
Verwaltungsgebäude der Handwerkskammer für Mittelfranken

Die Handwerkskammer für Mittelfranken ist eine Körperschaft des öffentlichen Rechts. Gesetzliche Grundlage ist das Gesetz zur Ordnung des Handwerks. Die Handwerkskammer für Mittelfranken hat rund 22.000 Mitgliedsbetriebe mit rund 125.000 Beschäftigten. Sie erwirtschafteten im Jahr 2017 einen Gesamtumsatz von 11,7 Milliarden Euro. In 3.341 Betrieben wurden im Jahr 2017 8.255 Auszubildende im Handwerk ausgebildet. Sitz der Hauptverwaltung ist Nürnberg.

## Aufgaben
Zentrale Aufgaben der Handwerkskammer für Mittelfranken sind
- Selbstverwaltung
- Interessenvertretung
- Dienstleistungen
- Im Auftrag des Staates erfüllt sie zudem hoheitliche Aufgaben. So führt sie unter anderem die Handwerksrolle, die Lehrlingsrolle[2] und regelt das Prüfungswesen. Zu den Aufgaben der Handwerkskammer gehört eine gemeinsame und solidarische Vertretung der Anliegen aller Handwerker in Politik und Öffentlichkeit.
- Ihren Mitgliedsbetrieben bietet die Handwerkskammer für Mittelfranken Dienstleistungen an. Dazu gehören Beratungen zu den Themen Recht, Betriebsführung, Existenzgründung, Aus- und Weiterbildung. Besonders aktiv unterstützt die Handwerkskammer Jugendliche und deren Eltern bei der Berufswahl und Lehrstellensuche.[3]

## Organisation
Die Vollversammlung (gewähltes Handwerkerparlament auf fünf Jahre). 45 Mitglieder, ein Drittel Gesellen oder andere Arbeitnehmer mit abgeschlossener Berufsausbildung, die in einem Betrieb eines Gewerbes der Anlagen A oder B beschäftigt sind.

## Vorstand
- wird aus der Vollversammlung gewählt
- aus dem Vorsitzenden (Präsidenten), der Inhaber bzw. Vertreter eines Betriebes eines Handwerks oder handwerksähnlichen Gewerbes (Arbeitgebervertreter) sein muss,
- zwei Stellvertretern (Vizepräsidenten), von denen einer Geselle oder ein anderer Arbeitnehmer mit abgeschlossener Berufsausbildung (Arbeitnehmervertreter) sein muss, und
- neun weiteren Mitgliedern, und zwar sechs selbstständigen Gewerbetreibenden und drei Arbeitnehmervertretern.[4]

## Geschäftsführung

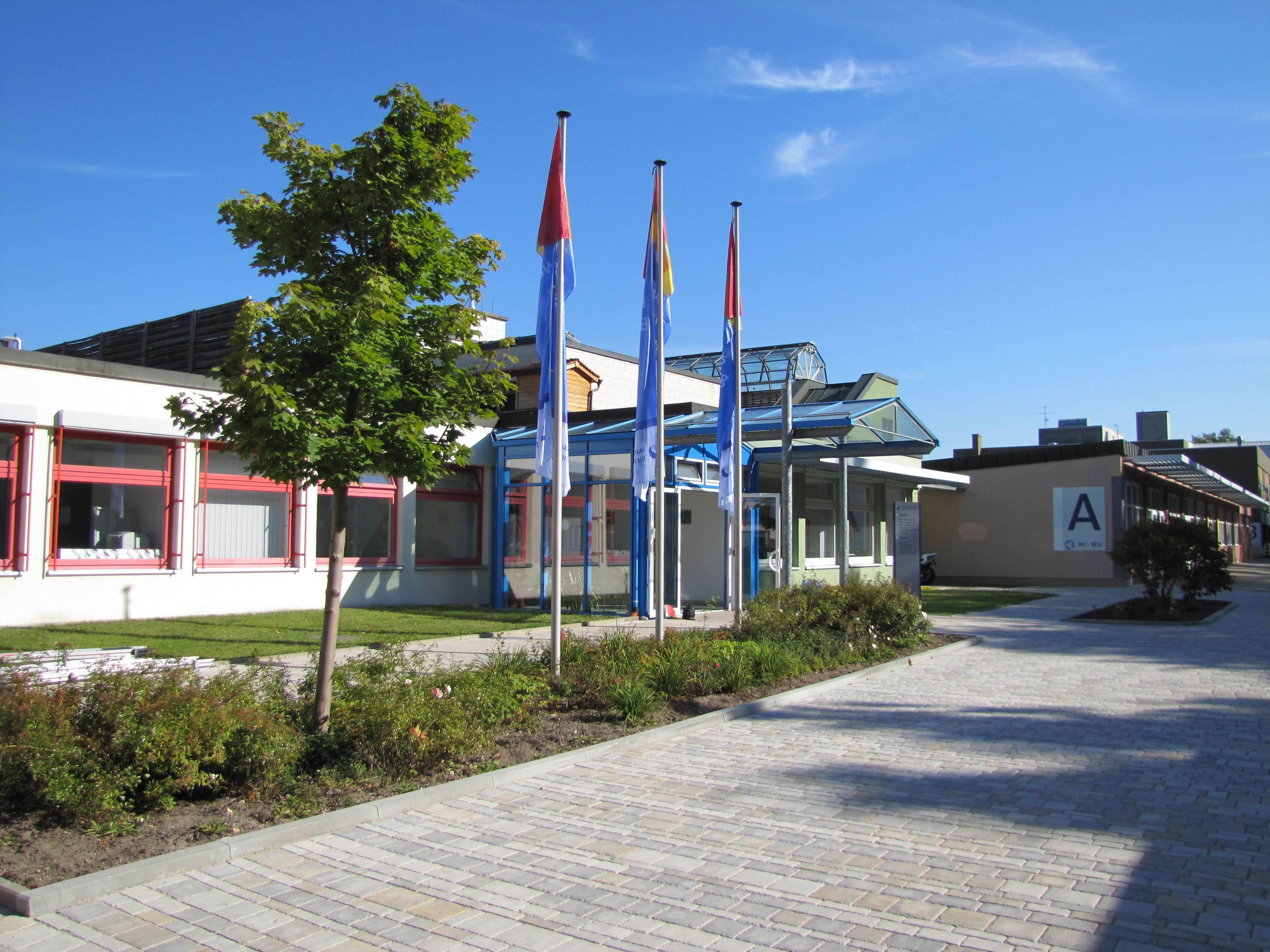
Bildungszentrum (BZ) 2, Sieboldstraße 7, Nürnberg

Geführt wird die Kammer durch eine Hauptgeschäftsführer und zwei Geschäftsführer. Ihre Aufgaben sind Ordentliche und sachgemäße Umsetzung der Aufgaben der Handwerkskammer sowie Ordnungsgemäße Verwaltung der Kammer im Rahmen des Geschäftsverteilungsplanes.
Die Wahl bedarf der Genehmigung durch das Bayerische Staatsministerium für Wirtschaft, Energie und Technologie.
Präsident Thomas Pirner und Hauptgeschäftsführer Elmar Forster vertreten die Handwerkskammer nach außen. Gleichzeitig ist der Hauptgeschäftsführer oberster Dienstvorgesetzter aller Kammerbediensteten und vertritt die Handwerkskammer bei laufenden Angelegenheiten alleine.

## Geschichte
Am 6. August 1897 trat im Rahmen der Novellierung der Reichsgewerbeordnung die erste deutsche „Handwerksordnung“ in Kraft. Das Bayerische Innenministerium erließ am 11. Dezember 1899 das Statut zur Errichtung der Handwerkskammer für Mittelfranken. Am 1. April 1900 entstanden im Deutschen Reich insgesamt 71 Kammern. Am 21. Mai 1900 fanden die erste Kammersitzung und die Wahl des Kammervorstandes statt, gefolgt von der Eröffnung der ersten Geschäftsstelle in der Maxfeldstraße 37 in Nürnberg. Das heutige Verwaltungsgebäude der Handwerkskammer für Mittelfranken befindet sich in der Sulzbacher Straße in Nürnberg.

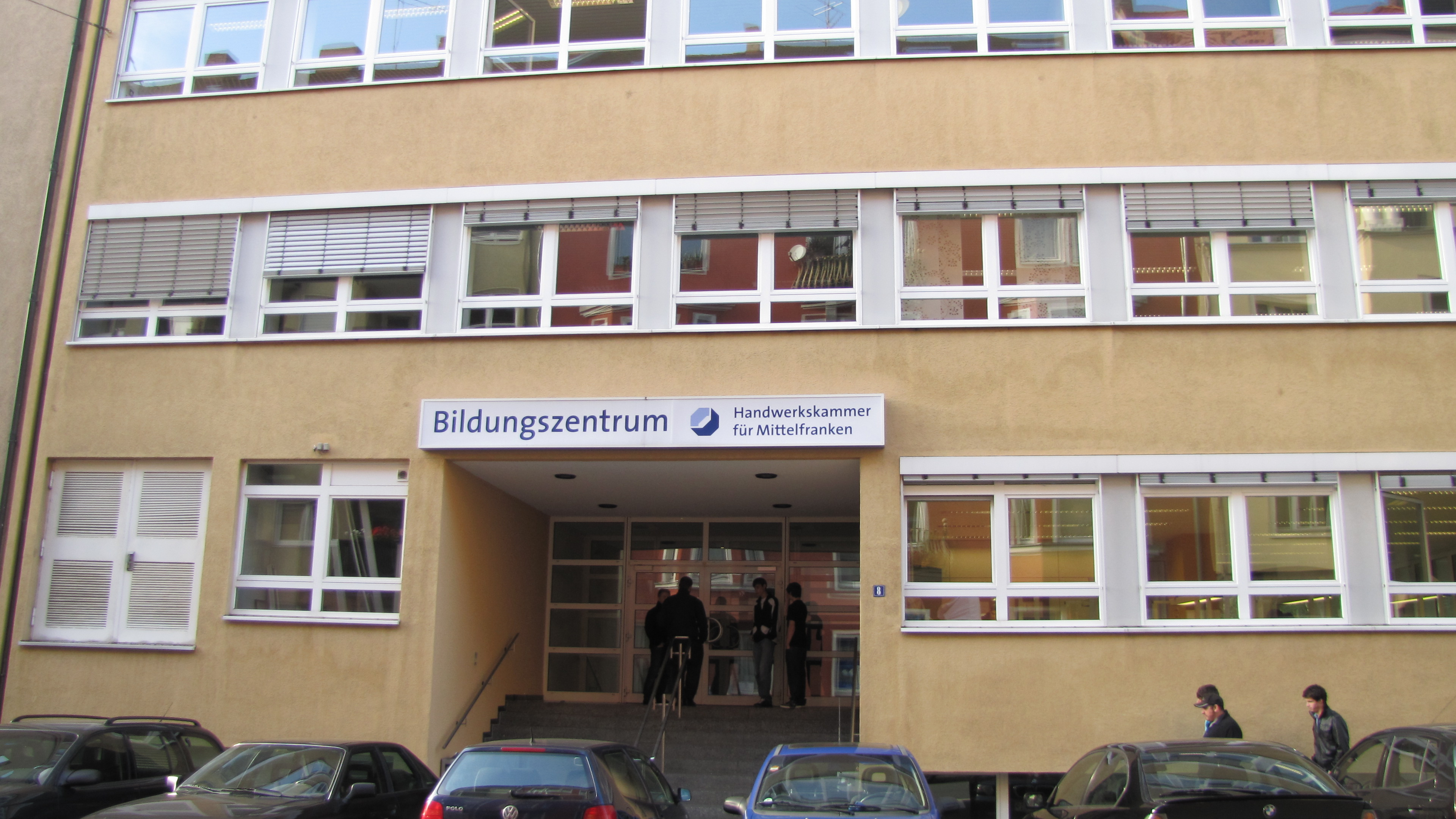
Bildungszentrum (BZ) 1, Lenbachstraße 8, Nürnberg

Die Handwerkskammer für Mittelfranken unterhält seit 1976 eine Partnerschaft mit der Chambre des Métiers et de l’Artisanat des Yvelines in Versailles. Neben den gegenseitigen Besuchen von Kammerspitze und Vorstand, besteht ein jährliches Austauschprogramm von deutschen und französischen Lehrlingen.

## Bildungszentren

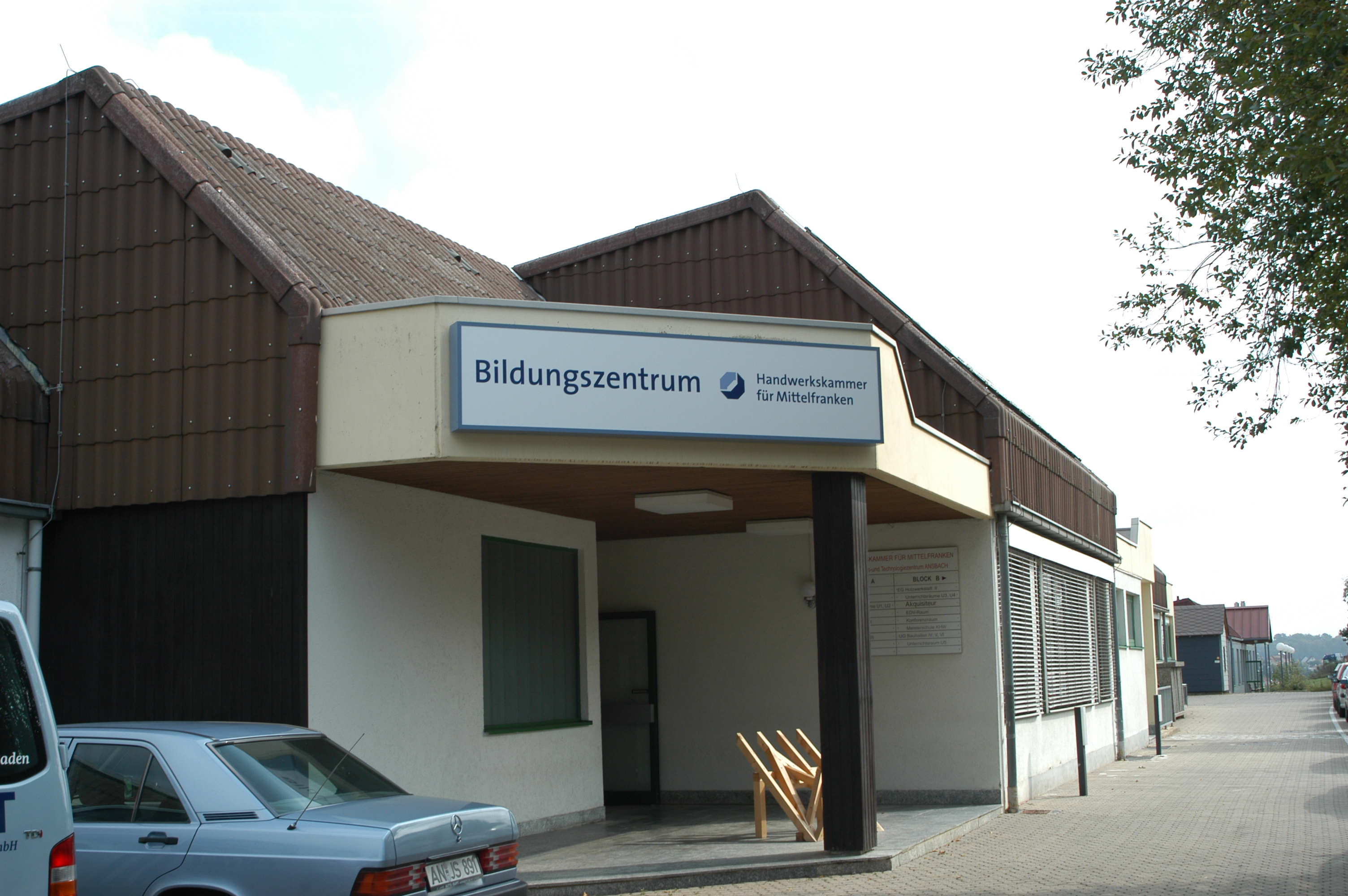
Bildungszentrum Ansbach, Beckenweiherallee 13, Ansbach

Die Handwerkskammer für Mittelfranken gehört zu den größten Bildungsträgern im Bezirk Mittelfranken. In den drei Bildungszentren] in Nürnberg (BZ 1 und BZ 2) und Ansbach werden Berufsorientierungskurse für Schüler, überbetriebliche Ausbildungen, Meisterkurse sowie weitere Kurse und Seminare durchgeführt. Alle Bildungszentren verfügen über Werkstätten, EDV- und Unterrichtssäle.

## Tochtergesellschaft
Die Handwerkskammer Service GmbH ist ein Tochterunternehmen der Handwerkskammer für Mittelfranken, das die Förderung des Handwerks im Bereich der beruflichen Bildung und der Unternehmensberatung zur Aufgabe hat. Der Tätigkeitsschwerpunkt liegt hierbei auf Dienstleistungen für moderne Unternehmensführung wie die Entwicklung, Planung, Organisation und Durchführung von Dienstleistungen zur beruflichen Bildung sowie die Entwicklung und Umsetzung individueller Konzepte zum Aufbau, der Einführung, dem Erhalt und der ständigen Verbesserung von integrierten Managementsystemen für Unternehmen, Handwerksorganisationen und -verbände einschließlich der Entwicklung und Administration von Internetportalen, Marketing- und Weiterbildungsmaßnahmen.